# Alliance (Nebraska)
Alliance je grad u američkoj saveznoj državi Nebraska. Prema popisu stanovništva iz 2010. u njemu je živjelo 8,491 stanovnika.